# Joan Borrell Grau
Joan Borrell Grau (Tuïr, 2 de gener del 1938 – París, 13 de febrer del 1992) és un filòsof nord-català, també conegut com a Jean Borreil. Tot i que va fer la seva vida professional a París, va signar les seves obres indistintament com a Jean Borreil o com a Joan Borrell. Va ser Professor de filosofia i de psicologia a la Universitat de París-VIII. Va participar al Collège international de philosophie (CIPh) –un centre públic de recerca–, del qual en va ser director de programa, així com en la fundació i impulsió de les revistes Les révoltes logiques (revista del Centre de recherche des idéologies de la révolte) i Aïnes (“eines”, publicada a Perpinyà com a eina de reflexió i reivindicació sobre els països catalans). També va ser col·laborador de les revistes Temps modernes (de Sartre), i Critique. Fou militant de l’extrema esquerra maoista i va prendre part en iniciatives d’apropament entre pagesos i intel·lectuals durant els anys 1970. Va publicar nombrosos llibres i articles, majoritàriament d’assaig, però també una novel·la i una obra de teatre; molts d’ells en francès, però també en català, mantenint una perfecta dualitat cultural.

## Biografia
Nat a Tuïr (Rosselló) el 2 de gener del 1938, va seguir els seus estudis primaris principalment a Mosset (Conflent), població on la seva mare –Lluïsa Louise Grau– es va instal·lar durant l’ocupació alemanya. Posteriorment va estudiar a l’institut Lycée Arago de Perpinyà i a la Facultat de Lletres de la Universitat de Montpeller, on es va llicenciar.
Va ensenyar a Besiers i, després, com a professor de filosofia, al Lycée Montaigne de París. El 1965, al casar-se amb Geneviève Sauret, s'instal·la definitivament a París i obté el lloc de professor de filosofia i de psicologia al Centre Universitari de Vincennes, el qual esdevingué la Universitat de París-VIII-Saint-Denis. És en aquesta mateixa universitat on el 1989 va defensar la seva tesi doctoral.
En l'àmbit polític, Joan Borrell va ser membre del partit maoista Union des communistes de France, concretament de la seva "comissió pagesa" que promovia trobades conjuntes entre pagesos i intel·lectuals per tal d'establir noves pràctiques polítiques que responguessin a una veritable "aliança de classe". Sobretot anà a recolzar les lluites dels viticultors de les zones de Besiers, Narbona i Carcassona; com ho feu també, en l'onada post-seixanta-vuit, amb comitès de lluita obrera i estudiantil. A vegades usà el pseudònim de Joan Puig o, quan publicava a Barcelona, el de Joan Volker.
A nivell català, va escriure algunes de les seves obres i nombrosos articles en català. De fet, va re-aprendre el català d'adult, i reflexionà sobre la catalanitat i el concepte de nació, que ell entenia com una "nació-projecte" enfront de les idees més cartesianes. D'altra banda, va acabar adoptant la versió catalana del seu nom i cognom per a signar les seves obres, fins i tot algunes d'escrites en francès. I també va participar en l'activitat cultural i intel·lectual nord-catalana: va fer intervencions en la nounada Secció d'Estudis Catalans de la Universitat de Perpinyà, va col·laborar a la revista Aïnes, va participar –del 1973 al 1979– a la Universitat Catalana d'Estiu a Prada, i va crear –juntament amb Josefina Matamoros, conservadora del Museu d'Art Modern de Ceret– les Jornades internacionals de filosofia de Ceret. Va fer diverses estades a Barcelona.
Va morir el 13 de febrer del 1992 a l’Hospital Cochin, de París, als 54 anys.

## La seva obra
Filòsof inquiet i curiós, els seus escrits i el seu pensament tracten sobre temes molt diversos, ja que s'interessa per tot allò que li ve a mà: de la filosofia a la història, a l’epistemologia, a l’art, i a la política. L’art, però, fou la matèria que va ocupar un lloc més destacat en els seus treballs. L’art en totes les seves expressions. L’obra més coneguda de Joan Borrell és precisament L’Artiste-roi: essais sur les représentations, publicada el 1990. Borrell reflexiona sobre la identitat de l’artista enfront de l’experiència de la seva pròpia creació, així com de l’actitud “lectora” de l’espectador.
De fet, Borrell acaba concebent el mateix pensament filosòfic com a creació artística. Una de les idees centrals en l’obra de Joan Borrell és el pensament del no retorn, en el sentit que la reflexió (creació) filosòfica no condueix al retorn a una realitat primera sinó al contrari, que ens n’allunya cada vegada més: no hi ha tornades enrere sinó avançades. Borrell s'allunyava de qualsevol pertinença que pogués encotillar-lo, fos a una suposada escola filosòfica o a una institució (era curós de no admetre complicitats amb els poders establerts). Ell entén, justament, que el pensament ha de ser “nòmada”, sense propietat, sense jerarquia, sense especialitats, sense categories absolutes, construint-se singularment i lliure a partir de la confrontació continuada d’idees i d’experiències: “només hi ha singularitats” diu Borrell, descartant tot intent d’adscripció a una o altra “escola” de pensament. Segons el filòsof Alain Badiou, “la raó nòmada no té res a veure amb els cosmopolitismes de fira que prenen cada dia de manera més clara l’arrogància neocolonial. És el llarg viatge de pròxim en pròxim, cap a la conquesta de la singularitat i la comunitat dels homes sense pertinença”.
En l’àmbit polític, el filòsof Joan Borrell s'interessa particularment per l’estudi dels moviments populars que han contestat la lògica social imperant, per les idees que practicaven aquests moviments i per les formes d’institucionalitzar el poder popular, així com de les seves pròpies contradiccions (com el control anorreador de les noves institucions sobre les pròpies bases).
En totes les matèries que estudiava, fossin les que fossin, Borrell sempre mantenia una mateixa actitud oberta a la pluralitat i contrària als dogmatismes, a les jerarquies i als encasellaments. És una constant en ell l’intent de fer compatible el respecte de la diversitat amb la recerca de la coherència col·lectiva. Dit en boca seva: “Comment tenir le multiple sans tomber dans le chaos et à l’inverse comment sortir de l’incohérence sans ériger l’un?”.

## Obres publicades
- L’indret blau. Joan Borrell, novel·la en català, Edicions del Mall, Barcelona 1983.
- Crònica d’Ann. Joan Borrell, teatre en català, Edicions del Mall, Barcelona 1984.
- Les Sauvages dans la cité: auto-émancipation du peuple et instruction des prolétaires au XIXe siècle. Jean Borreil i Jean-Claude Beaune (directors), Éditions Camp Vallon, col.Milieux, Seyssel, 1985, 232 p.[6]
- Dissonances: Aillaud, Matieu, Rougemont, Toroni. Joan Borrell, Actes Sud éditions, Arles, 1985.
- L'Artiste-roi: essais sur les représentations. Joan Borrell, ed.Aubier, París, 1990.
- Lieux et transformations de la philosophie. Jean Borreil i Jacques Poulain (directors), PUV, París, 1991.
- La raison nomade. Jean Borreil, ed.Payot, París, 1993.[7]

## Obres sobre Joan Borrell
- Joan Borrell i la filosofia universal de la imaginació. Diversos autors. Revista Mirmanda núm.1, Editorial Afers, Catarroja, 2006, 112 p.
- El pensament del no retorn (sobre Joan Borrell). Jacques Rancière, in Ultralocalisme. D’allò local a l’universal. Òscar Jané i Xavier Serra (eds.), Editorial Afers, col·lecció Mirmanda núm.3, Catarroja 2003, p.115-122.
- Joan Borrell a Mirmanda. Felip Martí-Jufresa, publicat a la revista Enrahonar num. 42, UAB, 2009, p. 159-164.[8]
- Jean Borreil. La raison de l’autre. Diversos autors. Edicions L’Harmattan, col. La philosophie en commun, París, 1996. 208 p.[9]